# Religioni in Zimbabwe
Il cristianesimo è la religione più diffusa in Zimbabwe. Secondo un sondaggio realizzato nel 2015 dall'Agenzia Nazionale per le Statistiche dello Zimbabwe, i cristiani rappresentano l'86% della popolazione; il 2% della popolazione segue le religioni africane tradizionali; l'1% della popolazione professa l'islam; lo 0,5% circa della popolazione segue altre religioni; il rimanente 10,5% della popolazione non segue alcuna religione. La costituzione riconosce la libertà di religione, che può essere limitata solo per la tutela dell'ordine pubblico e della sicurezza nazionale. Per le organizzazioni religiose non è obbligatorio registrarsi, tranne nel caso in cui gestiscano ospedali o scuole. Nelle scuole pubbliche è previsto l'insegnamento della religione cristiana, ma vengono forniti anche elementi sulle altre religioni, sottolineando l’aspetto della tolleranza religiosa. L'insegnamento della religione nella scuola privata non è regolamentato, ma i nominativi dei presidi e degli insegnanti devono essere sottoposti al ministero competente per l'approvazione.

## Religioni presenti

### Cristianesimo
La maggioranza dei cristiani zimbabwesi sono protestanti (circa il 74% della popolazione); i cattolici sono circa il 7% della popolazione e i cristiani di altre denominazioni sono circa il 5% della popolazione.
La Chiesa cattolica è presente in Zimbabwe con 2 sedi metropolitane e 6 diocesi suffraganee. 
I gruppi protestanti presenti in Zimbabwe comprendono anglicani, metodisti, luterani, battisti, presbiteriani, avventisti e pentecostali. Secondo il sondaggio statistico del 2015, la maggioranza dei protestanti del Paese (il 37%) appartiene alle Chiese apostoliche africane, il 21% a gruppi pentecostali e il rimanente 16% agli altri gruppi protestanti; tra questi ultimi, i più numerosi sono gli anglicani (rappresentati dalla Chiesa della Provincia dell'Africa centrale, che fa parte della Comunione anglicana), i metodisti e la chiesa cristiana avventista del settimo giorno.
La Chiesa ortodossa è presente in Zimbabwe con la Chiesa greco-ortodossa e la Chiesa ortodossa copta. Gli ortodossi rappresentano meno dello 0,1% della popolazione
Fra i cristiani di altre denominazioni, sono presenti la Chiesa di Gesù Cristo dei Santi degli Ultimi Giorni (i Mormoni) e i Testimoni di Geova. 

### Islam
I musulmani presenti in Zimbabwe sono soprattutto immigrati dall’Asia meridionale (India e Pakistan), dal Nordafrica e da Paesi confinanti (Mozambico e Malawi); accanto a questi c'è un piccolo numero di indigeni dello Zimbabwe.

### Religioni africane
La religione africana tradizionale dello Zimbabwe è basata principalmente sulle credenze dei popoli Ndebele e Shona, che credono in un Dio supremo e negli spiriti, che sono dovunque e coesistono con le persone viventi. Gli spiriti degli antenati fanno da intermediari con l'essere supremo e proteggono i discendenti dagli spiriti cattivi.

### Altre religioni
In Zimbabwe sono presenti piccoli gruppi di ebrei, bahai e indù.